# Obra perdida
Una obra perdida o trabajo perdido es un documento, obra literaria o pieza de multimedia producida en algún momento en el pasado del cual no se sabe que existan copias supervivientes. Por el contrario, las copias que se conservan de obras antiguas o antiguas pueden denominarse «existentes». Las obras pueden perderse en la historia, ya sea por la destrucción del manuscrito original y/o por la pérdida de todas las copias posteriores de una obra. El término se aplica más comúnmente a obras del mundo clásico, aunque cada vez se usa más en relación con obras más modernas.

## Características
Obras o fragmentos pueden sobrevivir y ser encontrados, ya sea por arqueólogos o accidentalmente por personas comunes, como sucedió con los manuscritos de Nag Hammadi. Las obras también pueden sobrevivir porque se utilizaron sus materiales para una encuadernación, otros son citados o incluidos en otras obras, o como palimpsestos, o están como un codex desconocido o mal categorizado en alguna biblioteca.
Del mundo antiguo se conocen muchas obras perdidas gracias a las compilaciones de Plinio el Viejo en su Historia natural, Vitruvio en su Los Diez Libros de Arquitectura y Focio en su Biblioteca.
Las razones principales de por qué tan pocos textos clásicos sobrevivieron fueron la decadencia de las instituciones y la educación tradicional durante el declive del Imperio romano, la adopción de las costumbres de los conquistadores germanos, especialmente de ostrogodos y lombardos en Italia, la reducción de la clase senatorial, principal compradora de manuscritos, lo que obligó a muchos escribas a buscarse otros oficios e implicó el cese de la producción de nuevas obras o la copia de anteriores, y que la única institución que dio una importancia primordial a la escritura, la Iglesia, estaba principalmente centrada en la generación de sus propias obras teológicas.
Debe entenderse que en tiempos anteriores a la invención de la imprenta los libros se perdían a menos que alguien con la riqueza suficiente para contratar escribas profesionales decidiera que eran lo suficientemente valiosos como para ser copiados. Las obras clásicas se escribían en rollos de papiro o pergaminos de piel, lo que exigía su copia una vez por centuria al menos para conservarse, proceso caro y que dependía de los gustos literarios del que mandaba hacer la copia. Los que eran descartados simplemente se perdían cuando los materiales de los que estaban hechos se degradaban de forma natural. Nótese que lo que actualmente se considera un libro lo formaban varios rollos, por ejemplo, la famosa biblioteca de Alejandría llegó a tener medio millón, lo que se cree, equivalían a aproximadamente cien mil libros.
Asimismo, a partir del siglo IV los códices empezaron a reemplazar a los antiguos rollos, lo que significó la desaparición de muchas obras consideradas indignas de pasar al nuevo formato. Este proceso, especialmente importante entre los años 200 y 400, en pleno Imperio tardío, permitió la supervivencia de muchas obras al pasar a un recipiente mucho más duradero que el rollo de papiro, sin embargo, el cambio físico implica siempre que todo conocimiento que queda en el formato antiguo es descartado.
Relacionado con lo anterior, si aparecía una obra nueva que se consideraba mejor que una más antigua, esta última casi estaba condenada a dejar de ser copiada; de ahí que cuanto más antiguo o menos prestigioso el autor, más fragmentarios son los restos de sus trabajos. Por ejemplo, se estima que de la literatura griega anterior al 250 a. C. la mayor parte había desaparecido para el siglo III. Según cálculos de la Thesaurus Linguae Graecae, es probable que desconozcamos completamente el nombre y obra de más del 90% de los autores de la Antigüedad. De los conocidos, la mayoría nos llegan por unas pocas oraciones, problema cada vez peor a medida que se retrocede en el tiempo.
La mayoría de los autores escribían muy poco para los estándares modernos, unos pocos libros completos cada uno, y aun los más prolíficos, como lo dramaturgos atenienses, rara vez superaban el centenar de obras producidas. Además, había pocas copias de todos los escritos y esto los hacia todavía más vulnerables, en especial a los textos pertenecientes a sociedades mistéricas con lectores escasos y/o de vida austera, como los gnósticos. El que muchos textos llegaran a la actualidad de una sola copia indica lo frágil que era la transmisión del conocimiento antes de la imprenta.
La Iglesia no quemó la mayoría de los escritos clásicos. Era materialmente imposible imponer tal censura en todo el Imperio, el cristianismo primitivo carecía de una doctrina homogénea, y resultaba innecesario pues era casi seguro que la mayoría de las obras desaparecían gradualmente con los siglos, y la política religiosa del clero tendía más a intentar cristianizar las costumbres y creencias locales para facilitar la conversión que a intentar eliminarlas de raíz. Irónicamente, solamente la estabilidad que daba esta institución religiosa y el surgimiento de una nueva clase culta en los monasterios permitieron la supervivencia de algunos clásicos. Tampoco debe olvidarse que durante la Antigüedad tardía el cristianismo se convirtió en la religión romana, absorbiendo su cultura como propia, permitiendo que aún floreciera el comercio de libros y sentando las bases de la civilización occidental. Siglos después, cuando los monjes latinos intentaron convertir al norte pagano, no sólo llevaron su religión sino también todo su acervo cultural, incluida la literatura.
Es imposible saber con certeza el nivel de conocimiento perdido, puesto que de muchas obras ni siquiera ha quedado registrada su existencia, pero se estima que, entre la Antigüedad tardía y el siglo XIII, apenas el 10% de las obras literarias sobrevivieron.